# Phoradendron nervosum
Phoradendron nervosum là một loài thực vật có hoa trong họ Santalaceae. Loài này được Oliv. miêu tả khoa học đầu tiên năm 1864.